# ナイアガラ (ブドウ)

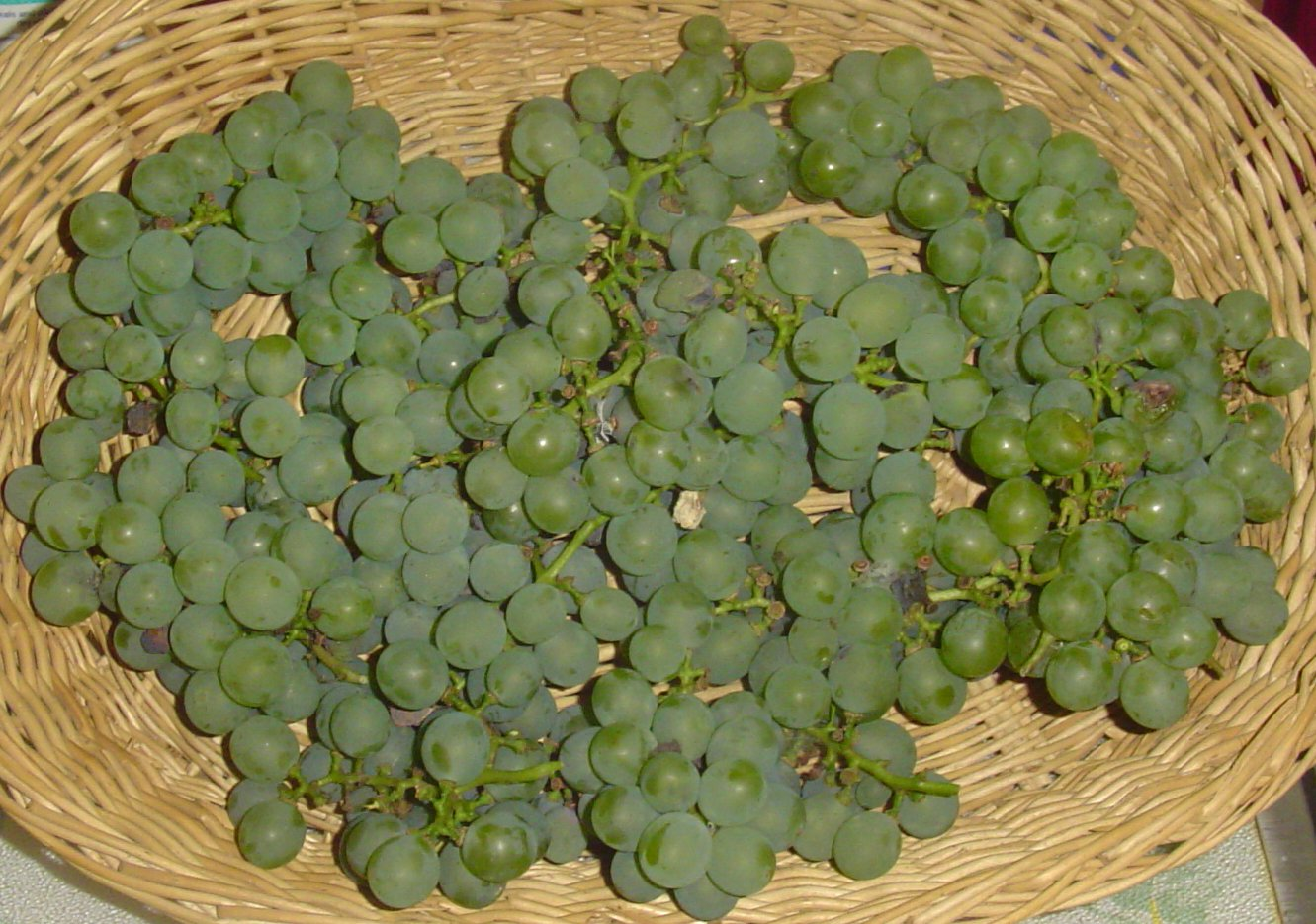
ナイアガラの果実

ナイアガラは、ニューヨーク州ナイアガラで誕生した白ブドウ品種であり、コンコードとキャッサデーの交雑種である。フォクシー・フレーバーが強いのが特徴である。果皮と果肉との分離が容易であり、果肉は軟塊である。成熟時の果皮色は緑黄色〜白黄色であり、糖度は20〜21度を超える。

## 日本での栽培状況
1893年（明治26年）に日本に伝わった。日本での2010年のナイアガラの収穫量は785.3トンであり、用途として、生食用 300トン、醸造用 418.5トン、果汁用 59.5トンである。日本の全収穫量の多くが長野県、北海道であり、岩手県でも収穫されている。